# 理工学科
理工学科（りこうがっか）とは高等学校や大学に置かれる学科の一つ。
大学の場合、理学科と工学科をあわせたもの。

## 設置校

### 大学

#### 国立大学
- 岩手大学理工学部（2025年度から）
- 徳島大学理工学部
- 佐賀大学理工学部
- 大分大学理工学部

#### 私立大学
- 東京電機大学理工学部
- 関東学院大学理工学部
- 国士舘大学理工学部
- 成蹊大学理工学部
- 大和大学理工学部

## 理工学科に類する学科を持つ大学
1学科コース制採用の大学学部
- 群馬大学理工学部　(環境創生理工学科)
- 島根大学総合理工学部（総合理工学科、2025年度から）
- 帝京大学理工学部（総合理工学科）
- 明星大学理工学部　(総合理工学科)
- 京都産業大学情報理工学部 （情報理工学科）
- 立命館大学情報理工学部（情報理工学科）
- 東京理科大学創域情報学部 情報理工学科（2026年開設予定）

複数の学科の一つで理工学科に類する学科をもつ大学学部
- 北海道大学工学部 （応用理工系学科 (応用物理工学コース、応用化学コース、応用マテリアル工学コース)）
- 室蘭工業大学理工学部 （システム理化学科）
- 山梨大学工学部（コンピュータ理工学科）
- 名古屋大学工学部（エネルギー理工学科）
- 大阪大学工学部（応用理工学科）
- 上智大学理工学部（物質生命理工学科、機能創造理工学科、情報理工学科）
- 工学院大学先進工学部（機械理工学科）
- 中央大学理工学部（人間総合理工学科）
- 早稲田大学基幹理工学部（情報理工学科）
- 創価大学理工学部（共生創造理工学科）
- 東海大学海洋学部（海洋理工学科）
- 同志社大学理工学部（機械理工学科）
- 大阪電気通信大学工学部 （基礎理工学科）
- 大阪産業大学デザイン工学部（環境理工学科）
- 岡山理科大学情報理工学部（情報理工学科）